# Теракт в иешиве «Мерказ ха-Рав»
Теракт в иешиве «Мерказ ха-Рав» (ивр. הפיגוע בישיבת מרכז הרב‎, араб. عملية القسامي علاء أبو دهيم‎) — террористический акт, осуществлённый 6 марта 2008 года в иешиве «Мерказ ха-Рав» в Иерусалиме. Террорист ворвался в здание и расстрелял из автомата студентов младшего отделения иешивы. 8 учащихся были убиты, 11 получили ранения, пять из них — тяжелые.

## Теракт
В четверг вечером 6 марта 2008 года студенты иешивы, в основном, подростки вернулись после молитвы у Стены плача. Многие из них собрались в библиотеке иешивы. Около 20:30 террорист вошёл в иешиву через главные ворота. Его лицо было закрыто маской, а на плече он нёс картонную коробку из-под телевизора, в которой находился автомат Калашникова и жилет с дополнительными магазинами, которые позднее были приняты за пояс смертника. Увидев учащихся у входа в библиотеку, он поставил коробку на землю, достал оружие и открыл огонь. Затем он поднялся в библиотеку, вход в которую находится рядом с входом в главный учебный корпус, и открыл беспорядочную стрельбу по находящимся там людям. В 20:36 учащиеся иешивы вызывают полицию и скорую помощь. В 20:40 приезжает полицейская патрульная машина, но полицейские не предпринимают никаких действий, оставаясь у входа в здание.
Учащийся «Мерказ ха-Рав», 30-летний Ицхак Дадон, сориентировавшись в ситуации, с пистолетом поднялся на крышу здания. Он ждал, когда террорист покинет здание библиотеки. В 20:41 террорист вышел во двор, чтобы перейти в другое помещение. Ицхак Дадон дважды выстрелил в террориста, предположительно нейтрализовав его, но не убив. Выстрелы услышал майор Армии обороны Израиля, живущий напротив учебного заведения. Капитан Давид Шапира, офицер 890-го парашютного батальона, вбежал в иешиву через чёрный ход. В 20:45 Дадон и Шапира обмениваются выстрелами с террористом. Примерно в 20:46 Шапира уничтожил террориста. По словам свидетелей, стрельба в учебном заведении продолжалось около 10 минут. Террористом было выпущено от 500 до 600 пуль.
Террорист проживал в Восточном Иерусалиме, в квартале Джабер-Мукаббар и имел израильское гражданство. Ответственность за теракт, по сообщению телеканала «Хезболлы» «Аль-Манар», взяла на себя террористическая группировка «Бригады освободителей Галилеи», до этого бравшая на себя ответственность за похищение и убийство израильского солдата Олега Шойхета.

## Список погибших
- Сегев Пниель Авихаиль (Segev Peniel Avihail) — 15 лет
- Нерия Коэн (Neria Cohen) — 15 лет
- Йонатан Ицхак Эльдар (Yonatan Yitzhak Eldar) — 16 лет
- Йеонадав Хаим Хиршфельд (Yehonadav Haim Hirschfeld) — 18 лет
- Йохай Лифшиц (Yohai Lifshitz) — 17 лет
- Дорон Мехерете (Doron Meherete) — 26 лет
- Авраам Давид Мозес (Avraham David Moses) — 16 лет
- Рои Рот (Ro’i Roth) — 18 лет

## Исполнитель и предполагаемые мотивы
Исполнителем теракта был Алаа Абу Дейн, житель Восточного Иерусалима, член одной из богатых и известных семей квартала Джабер-Мукаббар. По словам его семьи, он был глубоко верующим мусульманином и ранее работал водителем грузовика, доставляющим продукты в иешиву; однако руководство иешивы опровергает этот факт. Абу Дейн, по словам его семьи, не принадлежал ни к одной палестинской террористической организации. При этом во время траура над домом были вывешены флаги «Хамаса» и «Хизбаллы». По заявлению родственников, вся семья и близкие гордятся поступком Абу Дейна.
В октябре 2007 года Абу Дейн задерживался ШАБАКом по подозрению в терроризме, но был освобождён. По словам полиции, Абу Дейн не привлекался к уголовной ответственности, но занимался воровством автомашин и оружия. В последнее время перед терактом Абу Дейн стал усердней в мусульманской вере.
Абу Дейн не оставил записки, в которой бы разъяснял свои действия. Однако, по словам его сестры, он был потрясён событиями последних дней в Газе в ходе израильской военной операции «Горячая зима». Сестра добавила, что последний раз семья видела Абу Дейна, когда он пошёл в мечеть на молитву.
Британская газета The Guardian, известная своим критическим отношением к Израилю, в статье о теракте написала, что «йешива „Мерказ а-Рав“ могла стать целью теракта, так она известна как центр религиозно-поселенческого движения на оккупированном Западном берегу реки Иордан», но допускала, что это могло быть просто совпадением. При этом она отмечала, что «Иерусалим, вероятно, был выбран намеренно, так как в течение 2007 года терактов в городе не было (в отличие от частых терактов в период между 2001 и 2004 годами, когда 6 террористов-смертников убили в автобусах 77 человек), при том, что сотрудники сил безопасности заявляли, что сорвали много таких попыток». The Guardian также рассматривает теракт как «послание о том, что атаки Израиля на его врагов в Газе, Ливане или Сирии не останутся без ответа».
Согласно МИД Израиля, «Мерказ ха-Рав» — ведущая национально-религиозная иешива в Израиле, насчитывающая сотни студентов. Среди тысяч её выпускников есть видные политики, включая раввинов высокого ранга и офицеров ЦАХАЛя. Она была основана в 1924 году в подмандатной Палестине. Первым её руководителем был раввин Авраам Ицхак Хакоен Кук.

## Реакция на теракт
С осуждением террористического акта выступили госсекретарь США Кондолиза Райс, генеральный секретарь ООН Пан Ги Мун, председатель Палестинской автономии Махмуд Аббас
Чрезвычайная сессия Совета Безопасности ООН не смогла осудить теракт, а в ходе дебатов Израиль и Ливия обвиняли друг друга в терроризме.
Официальный печатный орган Палестинской автономии, ежедневная газета «Al Hayat Al Jadida» посвятила большую статью похоронам террориста. Газета описывает террориста как «жениха», а саму процедуру похорон как «свадебную процессию». Термин «свадьба» часто встречается в палестинских пропагандистских материалах и школьных учебниках для описания смерти «шахидов» — террористов, отдавших свою жизнь за свободу Палестины, поскольку, согласно мусульманской вере, шахида в раю ждут 72 девственницы.
Население сектора Газа отметило известие о теракте праздничными шествиями, стрельбой в воздух и раздачей сладостей. Согласно газете «Таймс», сразу после теракта у иешивы в Иерусалиме собралось множество людей, скандирующих «Смерть арабам!».
Депутат Кнессета от партии «Ликуд» Гилад Эрдан потребовал разобрать траурную палатку, поставленную родителями террориста-смертника в иерусалимском квартале Джабель-Мукабер. Ранее иорданские власти запретили родственникам убийцы ставить траурную палатку в Иордании.
Полиция была вынуждена отменить передачу тела террориста 10 марта, поскольку его родственники нарушили условия соглашения с полицией, и вопреки договоренности, на похороны в деревню Джабаль Мукабр прибыли тысячи израильских арабов. Он был похоронен в ночь на 13 марта в присутствии членов семьи.
В апреле 2008 года 56 депутатов Кнессета подписали письмо на имя министра внутренней безопасности, в котором требовали сровнять с землей дом террориста. В январе 2009 года, после нескольких заседаний, Верховный суд Израиля разрешил привести в негодность два этажа в доме семьи террориста, залив их цементом.
20 октября 2009 года майор Давид Шапира получил знак отличия командующего округом за ликвидацию террориста во время теракта в иешиве.

## Видео
- Gaza Celebration of Terrorist Attack on Mercaz HaRav Yeshiva, 06.03.2008, youtube
- Stop the Terror, Stop the Bloodshed, youtube[27]